# 上坂すみれのヤバい○○
『上坂すみれのヤバい○○』（うえさかすみれのヤバいまるまる）は、日本の声優バラエティ番組。声優・上坂すみれ初の冠番組。全12回。
TOKYO MXとBS11で2017年4月から6月まで放送され、6月2日からはネット配信も始まった。
制作・著作は上坂が歌手として所属するキングレコードで、テレビ版では同社の一社提供でもあった。
2019年1月1日には、TOKYO MXとBS11にてスペシャル版が放送された。

## 概要
声優界イチ、ヤバい声優・上坂すみれとヤバい○○の掛け算番組。世の中にある「ヤバい」を独自の視点で検証するという番組。
ゲストがいる回は、原則本編の後にそのゲストが楽曲を披露した。制作・著作がキングレコードということもあり、ゲストとして出演するのは原則KING AMUSEMENT CREATIVE（キングレコード）所属のアーティスト（特に声優）だった。
OP提供は、4:3のブルーバックになっていた。ED提供は、上坂が番組に関することを話しながら表示されていたが、音声が被らないようにするためか提供読みがなかった。番組イメージキャラクター「腸壁荒れ太郎 a.k.a. サブカル女絶対追いつめるマン」のデザインは漫画家の大川ぶくぶが担当している。

## スタッフ
- ナレーション - 街角マチオ（ザ・プーチンズ）
- 企画・プロデュース・ナレーション代理 - 須藤孝太郎
- 構成 - 永野たかひろ（レギュラー版）、加藤亮（バーグハンバーグバーグ）、ARuFa（バーグハンバーグバーグ）
- イメージキャラクターデザイン - 大川ぶくぶ
- CAM - 五反田立、山口祐毅、松本良、庄田充司、平沢哲、工藤博司、長谷川哲也
- 音声 - 金子明彦、佐々木晴加
- 衣装 - 佐野夏水、田村理絵、西辻未絵（Dedr World）、中田有紀、横田勝広（YKP）
- メイク - 藤田ルミ・高橋優・門間導子（fringe）、大久保沙菜、下村絢子、哘絵美子、松本加奈子、Chicd（C+）
- CG - 永井秀実
- 編集 - 玉置謙一、小原洋一、後藤勝利
- MA - 小田崇、青木雅春、長谷川麻衣、開藤紅望
- 音効 - 石崎野乃
- 協力 - K5、IMAGICA、フリーイェイ、ズーシー、アズプロジェクト、サンフォニックス、ポップホリック、IMAGE STUDIO109、フジアール
- 衣装協力 - Fint
- 宣伝 - 望月文、山下祥太郎（レギュラー版）、兼松歩惟、松井健晃（スペシャル版）
- 販促 - 佐藤雄（レギュラー版）、山田晋也
- ディレクター - 大塚貴彦（スペシャル版では構成兼務）、中村直彦（LIVEパート担当）
- プロデューサー - 橋内敬二、鈴木ちえこ、高橋きさら（LIVEパート担当）
- エグゼクティブプロデューサー - 三嶋章夫
- 制作プロダクション - HALO
- 制作著作 - キングレコード

## 放送リスト
| #          | 放送日        | 内容                     | ゲスト              | 楽曲披露                                       |
| ---------- | ------------- | ------------------------ | ------------------- | ---------------------------------------------- |
| 第一回     | 2017年4月8日  | ヤバい節約               | 水瀬いのり          | 「Innocent flower」（水瀬いのり）              |
| 第二回     | 2017年4月15日 | ヤバいフィットネス       | 水樹奈々            | -                                              |
| 第三回     | 2017年4月22日 | ヤバいフィットネス-後編- | 水樹奈々            | 「Rock Ride Riot」（水樹奈々）                 |
| 第四回     | 2017年4月29日 | ヤバい野球               | なし                | -                                              |
| 第五回     | 2017年5月6日  | ヤバい野球-後編-         | なし                | 「恋する図形 (cubic futurismo)」（上坂すみれ） |
| 第六回     | 2017年5月13日 | ヤバいレコーディング     | angela              | 「Calling you」（angela）                      |
| 第七回     | 2017年5月20日 | ヤバいカフェ             | なし                | -                                              |
| 第八回     | 2017年5月27日 | ヤバい動画配信           | 蒼井翔太            | 「flower」（蒼井翔太）                         |
| 第九回     | 2017年6月3日  | ヤバい関係               | 内田真礼            | -                                              |
| 第十回     | 2017年6月10日 | ヤバい関係-パリピ編-     | 内田真礼            | -                                              |
| 第十一回   | 2017年6月17日 | ヤバい料理               | 小倉唯              | 「Honey♥Come!!」（小倉唯）                     |
| 第十二回   | 2017年6月24日 | ヤバいすみペーランド     | 宮野真守            | 「passage. (Acoustic Version)」（宮野真守）    |
| スペシャル | 2019年1月1日  | ヤバい誕生日             | 水瀬いのり 内田雄馬 | -                                              |

## 主題歌
メインテーマ
「ヤバい○○」
作詞、作曲、プロデュース - ザ・プーチンズ / 歌 - 上坂すみれ
基本的にはオープニングで使用されるが、最終回はオープニング映像がなかったため、エンディングで使用された。

## 放送局
| 放送期間               | 放送時間                     | 放送局   | 対象地域 |
| ---------------------- | ---------------------------- | -------- | -------- |
| 2017年4月8日 - 6月24日 | 日曜 1:00 - 1:30（土曜深夜） | TOKYO MX | 東京都   |
|                        |                              | BS11     | 日本全域 |

| 配信期間       | 配信時間        | 配信サイト                                                                      | 備考                                     |
| -------------- | --------------- | ------------------------------------------------------------------------------- | ---------------------------------------- |
| 2017年6月2日 - | 金曜 12:00 更新 | dアニメストア U-NEXT ふらっと動画 楽天ショウタイム ビデオマーケット GYAO!ストア | 初回#1 - #8を配信、その後毎週1話ずつ配信 |
| 2017年6月6日 - | 火曜 21:00 更新 | ニコニコ動画                                                                    |                                          |

2022年7月10日 土曜23:00更新 YouTube

## 関連商品
CD 
- 踊れ!きゅーきょく哲学（キングレコード 2017年7月12日発売） - 番組主題歌「ヤバい○○」を収録

 Blu-ray 
- 上坂すみれのヤバい○○ Blu-rayBOX（キングレコード 2017年9月6日発売）
- 上坂すみれのヤバい○○ TVスペシャル（キングレコード 2019年3月6日発売）

 ヤバい オフィシャルグッズ 
- 普段使い出来ないヤバいTシャツ
- ある程度普段使い出来そうなTシャツ
- 自己紹介はマストTシャツ
- BT5になってみたTシャツ
- 反抑圧!フルグラフィックTシャツ
- ケンカするほど仲がいいパーカー
- 目が回るけどまあまあ普段着られるTシャツ
- シンプルでいい感じのヤバいキャップ
- 近くのコンビニに行くレベルがギリのセットアップ
- ラバーキーホルダー
- アクリルキーホルダー（A・B・Cの3種類あり）
- デカキーホルダー（A・B・Cの3種類あり）
- 缶バッジ（A・B・Cの3種類あり）
- ボールペン
- クリアファイル
- マグカップ
- トートバッグ
- iPhoneケース（iPhone7用）
- 上坂すみれのヤバい○○ 01 腸壁荒れ太郎 a.k.a. サブカル女絶対追いつめるマン1 手帳型スマホケース（iPhone6/6S/7兼用）
- 上坂すみれのヤバい○○ 01 腸壁荒れ太郎 a.k.a. サブカル女絶対追いつめるマン1 手帳型マルチケース
- 上坂すみれのヤバい○○ 01 腸壁荒れ太郎 a.k.a. サブカル女絶対追いつめるマン1 キャラリール（USBケーブル）
- 上坂すみれのヤバい○○ 01 腸壁荒れ太郎 a.k.a. サブカル女絶対追いつめるマン1 キャラアダ（USB電源アダプター）
- 上坂すみれのヤバい○○ 01 腸壁荒れ太郎 a.k.a. サブカル女絶対追いつめるマン1 キャラチャージN（モバイルバッテリー）
- 上坂すみれのヤバい○○ 01 腸壁荒れ太郎 a.k.a. サブカル女絶対追いつめるマン1 キャラパス（パスケース）
- 上坂すみれのヤバい○○ 02 腸壁荒れ太郎 a.k.a. サブカル女絶対追いつめるマン2 キャラパス（パスケース）
- 上坂すみれのヤバい○○ 01 腸壁荒れ太郎 a.k.a. サブカル女絶対追いつめるマン1 キャラレザーブレスレット
- 上坂すみれのヤバい○○ 02 腸壁荒れ太郎 a.k.a. サブカル女絶対追いつめるマン2 キャラレザーブレスレット
- 上坂すみれのヤバい○○ 01 腸壁荒れ太郎 a.k.a. サブカル女絶対追いつめるマン1 ビッグレザーストラップ
- 上坂すみれのヤバい○○ 02 腸壁荒れ太郎 a.k.a. サブカル女絶対追いつめるマン2 ビッグレザーストラップ
- 上坂すみれのヤバい○○ 03 腸壁荒れ太郎 a.k.a. サブカル女絶対追いつめるマン3 ビッグレザーストラップ
- 上坂すみれのヤバい◯◯ 01 イメージデザイン キャラレザーチャーム
- 上坂すみれのヤバい○○ 02 腸壁荒れ太郎 a.k.a. サブカル女絶対追いつめるマン1 キャラレザーチャーム
- 上坂すみれのヤバい○○ 03 腸壁荒れ太郎 a.k.a. サブカル女絶対追いつめるマン2 キャラレザーチャーム
- 上坂すみれのヤバい◯◯ 04 腸壁荒れ太郎 a.k.a. サブカル女絶対追いつめるマン3 キャラレザーチャーム
- 上坂すみれのヤバい○○ 01 腸壁荒れ太郎 a.k.a. サブカル女絶対追いつめるマン1 ハードケース（iPhone6/6S/7兼用スマホケース）
- 上坂すみれのヤバい○○ 02 腸壁荒れ太郎 a.k.a. サブカル女絶対追いつめるマン2 ハードケース（iPhone6/6S/7兼用スマホケース）
- アニメイト 夏のオーディオビジュアルまつり2017 上坂すみれのヤバい○○ 限定缶バッジ（アニメイトの期間限定キャンペーンでもらえる景品[2]）

 キングアミューズメント×パセラカフェ 
- 6月4日～6月30日まで、パセラリゾーツAKIBAにあるK×Pカフェの期間限定メニューが存在した。
  - ヤバい節約ドリンク
  - 鶯谷No.1人気ドリンク
  - ガイコクジンボチ
  - きしめんゴールドスープ
  - 上坂さんが収録前に必ず食べるスフレケーキ
  - 半日分の栄養ミニトースト